# Kalety
Kalety é um município da Polônia, na voivodia da Silésia e no condado de Tarnowskie Góry. Estende-se por uma área de 76,29 km², com 8 626 habitantes, segundo os censos de 2019, com uma densidade de 113 hab/km².